# Metabiantes lawrencei
Metabiantes lawrencei – gatunek kosarza z podrzędu Laniatores i rodziny Biantidae.